# Henry Yunick
Henry Yunick detto "Smokey" (Neshaminy, 25 maggio 1923 – Daytona Beach, 9 maggio 2001) è stato un progettista e meccanico statunitense.

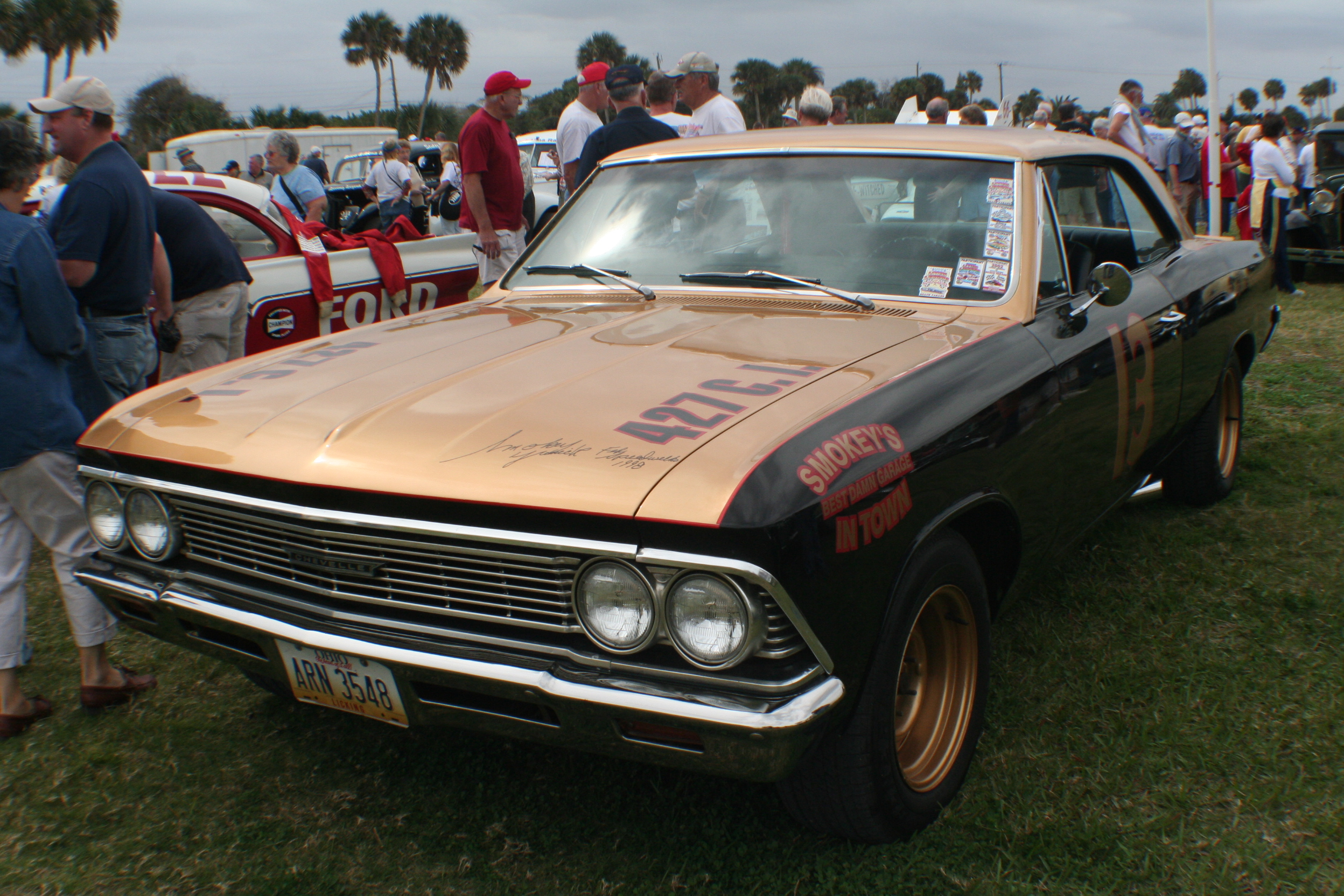
Una replica della Chevelle di Curtis Turner per la Daytona 500 del 1967.

Anche se nella sua vita svolse principalmente l'attività di meccanico, Yunick fu uno dei più celebri preparatori di auto da corsa di tutti i tempi, ed è responsabile di una serie di innovazioni che hanno avuto grande diffusione nel mondo delle corse e nella costruzione di automobili civili: tra queste, le principali sono l'introduzione dell'alettone aerodinamico posteriore e l'invenzione delle barriere di sicurezza di pneumatici.
È stato attivo soprattutto nella categoria NASCAR e Indianapolis, dove ha lavorato come pilota, progettista, meccanico, costruttore e caposquadra, riscuotendo successi in quasi ogni ruolo.
Oltre che per le sue abilità, e ricordato per il suo stile, caratterizzato da una vecchia uniforme bianca, cappello da cowboy e sigaro (o, occasionalmente, pipa). Negli anni ottanta ha tenuto una rubrica di tecnica sul giornale di sport automobilistici Circle Track.
Nella sua carriera è stato due volte nominato "Meccanico NASCAR dell'anno", ha vinto col suo team 57 corse (tra cui due campionati nazionali) e ha lavorato con 50 dei più famosi piloti viventi. Nel 1990 è stato ammesso alla International Motorsports Hall of Fame.

## Biografia
Nato e cresciuto in una fattoria nella piccola città di Neshaminy, Pennsylvania, dovette lasciare la scuola all'età di 16 anni per via della morte del padre. Durante gli anni in cui gestì la fattoria di famiglia, venne a contatto con numerose opportunità per sviluppare competenze tecniche, un settore in cui il giovane Yunick dimostrava molto talento.
Nel tempo libero, correva in motocicletta: il soprannome Smokey deriva da una delle sue moto da corsa, che emetteva un denso fumo.
Con la Seconda guerra mondiale, Yunick entrò in aviazione nel 1941, dove divenne pilota di un B-17 Flying Fortress chiamato "Smokey and his Firemen" (Smokey e i suoi pompieri) e con cui condusse oltre 50 missioni nei teatri di guerra europei.
Prestò servizio con il 97º Gruppo Bombardamento Pesante della 15ª Forza Aerea, di stanza all'Aeroporto di Amendola, Foggia; alla fine delle ostilità in Europa, venne trasferito nel Pacifico.
Nel 1946 si trasferì a Daytona Beach, Florida, e si sposò. Aveva già frequentato la cittadina durante l'addestramento militare, e ne apprezzava il clima caldo.
L'anno successivo in città aprì il suo primo garage, il "Smokey's Best Damn Garage in Town" situato su Beach Street. L'attività principale riguardava la riparazione di camion. L'officina chiuse nel 1987: Yunick attribuì la chiusura al fatto che non esistessero più buoni meccanici.

## Le 500 miglia di Indianapolis
Il garage di Yunick si costruì una buona fama, e attrasse l'attenzione di Marshall Teague, un proprietario di un team di corse. L'uomo invitò Yunick a unirsi al team, e questi accettò di buon grado nonostante non sapesse nulla del mondo delle corse di stock car. Per Teague preparò una Hudson Hornet, affidata al pilota Herb Thomas, che vinse la seconda edizione della Southern 500 di Darlington, South Carolina.
Tra il 1958 e il 1973, Yunick partecipò alla Indianapolis 500 racing. Dopo la morte di Teague in un incidente, nel 1959, entrò nel team Ken-Paul, portando Jim Rathmann alla vittoria nell'edizione 1960.
Nel 1959 sviluppò uno speciale motore da corsa, il Reverse Torque Special, che ruotava in direzione opposta a quella tradizionale, e nel 1964 sviluppò un pianale innovativo, lo Hurst Floor Shifter Special, dove il pilota e la capsula di sopravvivenza erano montati lateralmente.
Nel 1962 Yunick presentò in pista a Indianapolis la sua invenzione più celebre: montò sull'auto di Jim Rathmann (una Simoniz Vista Special Watson Roadster) un'ala metallica, situata su un traliccio posto sopra la testa del pilota. L'ala era sagomata in modo da aumentare la spinta verticale, così da migliorare l'aderenza in curva.
L'esperimento, per quanto interessante e promettente, non ottenne il risultato sperato: l'ala migliorava la prestazione in curva ma opponeva molta resistenza aerodinamica rallentando l'auto sui rettilinei.
L'United States Automobile Club (USAC) vietò subito quel tipo di ali, che però vennero recuperate in altre classi, tra cui la Can-Am e la Formula Uno. All'inizio degli anni settanta anche la USAC ritornò sui suoi passi e ne concesse l'uso.

## Le corse in Nascar
Yunick fu attivo anche nel campo delle corse di dragster, e ebbe contatti con i rappresentanti di numerose case automobilistiche che lo portarono a essere dapprima preparatore per il team Chevrolet non ufficiale (1955-1956), poi a capo dei team NASCAR di Ford (1957-1958) e Pontiac (1959-1963). Queste esperienze lo portarono a sviluppare soluzioni per il mercato automobilistico, tra cui il Chevrolet Small-Block engine.
Yunick fu il primo preparatore a vincere per due volte consecutive una Daytona 500, e il primo a portare un pilota (Fireball Roberts) sul podio per tre volte di fila, dal 1960 al 1962. Pontiac di conseguenza fu il primo costruttore a ottenere gli stessi successi.
Nel 1964 l'amico Fireball Roberts morì in un tragico incidente al Charlotte Motor Speedway, dopo 40 giorni di ricovero per le ustioni: Yunick si spese per convincere pubblico e organizzatori della necessità di modificare le piste e le auto per impedire quel tipo di disastri. Dopo il rifiuto del proprietario del marchio NASCAR, Bill France Sr., Yunick abbandonò la categoria nel 1970.

## Sul filo della legalità
Yunick è stato un maestro nello sfruttare le zone grigie dei regolamenti e del giocare con le regole.

### La Chevelle #13
Il caso più celebre è quello della sua Chevrolet Chevelle numero 13 del 1966, guidata da Curtis Turner: in un campionato di auto monomarca, risultò così veloce che tutti si convinsero che ci dovesse essere stato qualche imbroglio, o qualche modifica illegale dell'aerodinamica.
All'analisi superficiale, però, l'auto risultò in regola e il suo profilo era identico a quello delle stock car regolari, come richiesto dalle norme. Da una ricerca più approfondita, però, emerse che Yunick aveva modificato l'auto in modo invisibile, rialzando l'abitacolo così da poter ribassare il pianale dell'auto e sfruttare meglio l'effetto suolo.
La modifica, all'epoca, era consentita secondo il regolamento in vigore: l'organizzazione della NASCAR dall'anno successivo impose che l'abitacolo, il cofano e la coda delle auto rispettassero esattamente il profilo delle auto commerciali.

### Le modifiche invisibili
Un'altra regola che non piaceva a Yunick era quella che specificava la capienza esatta del serbatoio, e che costringeva dunque le auto a soste frequenti. Per aggirare il veto di un serbatoio maggiorato, Yunick collegò il serbatoio al motore con un tubo a serpentina da 5 centimetri di diametro, lungo tre metri.
Nel tubo potevano essere accolti ulteriori 19 litri di carburante, sufficienti ad assicurare qualche sosta in meno.
In un caso i commissari riscontrarono ben nove modifiche illegali. Con l'auto ancora parzialmente smontata e col serbatoio e rimosso, Yunick accese il motore (sfruttando la riserva di benzina nel grosso tubo) e riportò l'auto ai box commentando "Better make it ten" ("meglio fare dieci") Risolse il problema inserendo una palla da basketball parzialmente gonfiata nel serbatoio, che poi sgonfiò e rimosse dopo il controllo dei commissarie.
Tra le frecce più comuni all'arco di Yunick vi erano le modifiche al telaio, ai pianali, gli spoiler nascosti sul tettuccio, l'aggiunta di sistemi di iniezione di Ossido di diazoto al motore e molte altre modifiche che, per quanto formalmente aderenti alle norme, erano al limite della squalifica.
Yunick giustificava le sue modifiche come "autodifesa", perché secondo lui tutti baravano "dieci volte di più".

### La Camaro Trans-Am
Yunick modificò una Chevrolet Camaro del 1968 per correre nella Trans-Am: l'auto aveva battuto numerosi record di velocità e durata nelle prove al Bonneville Speedway, sia con motori da 4942 cm³ che da 6489 cm³, ma non vinse mai una gara finché non venne venduta a Don Yenko, con cui infilò una serie di vittorie.
L'auto era apparentemente simile ai modelli commerciali, come richiesto dai regolamenti, ma aveva avuto numerose piccole modifiche: le lamiere erano state smontate e acidate per ridurne lo spessore (e quindi il peso), e i vetri erano stati sostituiti con altri più sottili e leggeri. Il frontale era stato un poco inclinato, verso il basso, e il parabrezza un po' più sdraiato per migliorare l'aerodinamica. I parafanghi erano stati allargati, il telaio piegato e il pianale modificato per abbassare il centro di gravità. Persino le cornici dei finestrini erano state limate e ribassate.
Dal punto di vista meccanico, l'auto vantava un sistema innovativo con cui il pilota poteva rapidamente aggiungere olio al motore durante un pit-stop usando una pompa pressurizzata e un tubo che arrivava in cabina. Per far spazio al meccanismo e lasciare libertà di movimento al pilota, la sicurezza del sedile venne modificata con parti di un elicottero militare. L'auto è stata acquistata e restaurata da Vic Edelbrock, Jr.

## Riconoscimenti
Nel 1990 fu inserito nell'International Motorsports Hall of Fame e nel 2000 entrò nel Motorsports Hall of Fame of America.
È citato in oltre 30 "Halls of Fame" in tutto il monto, e molti dei suoi oggetti personali sono in mostra in numerosi musei, circuiti ferroviari e allo Smithsonian.

### Brevetti
Yunick ha progettato il primo "muro di sicurezza" all'inizio degli anni sessanta, usando vecchi pneumatici e legno compensato. Propose l'idea alla NASCAR, ma fu respinta.
Un'altra innovazione di Yunick rifiutata dai commissari è stata l'applicazione sulle auto NASCAR delle sospensioni pneumatiche, del 1961.
Almeno nove brevetti sono stati assegnati a Yunick:
| Patent Number | Filed           | Title                                                                            |
| ------------- | --------------- | -------------------------------------------------------------------------------- |
| 4,068,635     | 17 gennaio 1978 | Valvola di sicurezza a pressione                                                 |
| 4,467,752     | 28 agosto 1984  | Motore a combustione interna                                                     |
| 4,503,833     | 12 marzo 1985   | Apparato e metodo di operazione per un motore a combustione interna              |
| 4,592,329     | 21 giugno 1984  | Apparato e metodo di operazione per un motore a combustione interna              |
| 4,637,365     | 22 ottobre 1984 | Apparato e metodo di operazione per un sistema di condizionamento del carburante |
| 4,862,859     | 2 marzo 1988    | Apparato e metodo di operazione per un motore a combustione interna              |
| 5,246,086     | 15 marzo 1991   | Apparato e metodo di operazione per un sistema di cambio olio                    |
| 5,515,712     | 17 giugno 1994  | Apparato e metodo per la prova di motori a combustione interna                   |
| 5,645,368     | 29 maggio 1996  | Circuito da corsa con barriere e metodi innovativi                               |

## Altre attività
Oltre alle corse, le invenzioni di Yunick sono state applicate anche al mercato civile, con innovazioni quali
- servosterzo a gradazione variabile,
- candela di accensione a punta allungata
- sistemi di raffreddamento a flusso invertito
- carburatori ad alta efficienza
- motori adiabatici ad alta efficienza
- sistemi di test e banchi prova
- sistemi di sicurezza per piste da corsa
- oli sintetici
- metodi di produzione di energia da fonti rinnovabili o semirinnovabili (da idrogeno, gas naturale, eolico e fotovoltaico)
- sistemi per l'estrazione mineraria (Yunick ha lavorato allo sviluppo di imprese minerarie in Ecuador)

Negli anni sessanta e settanta ha tenuto una colonna, "Say, Smokey" su Popular Science, in cui rispondeva alle domande dei lettori su questioni concernenti auto, motori e meccanica. Scrisse anche per Circle Track, e ha pubblicato un'autobiografia dal titolo Sex, Lies, and Superspeedways nel gennaio 2001, di cui esiste una versione in audiolibro raccontata dal suo amico John DeLorean.
Nel 1984, Yunick ha pubblicato Smokey's Power Secrets (ISBN 0-931472-06-7).

## La morte
Dopo la morte per leucemia, il garage e i beni di Yunick sono stati venduti all'asta. Yunick voleva evitare che la famiglia dovesse supportare i costi di un'impresa rischiosa quale è l'istituzione di un museo, specie dopo l'esperienza del suo collega Don Garlits.
Non voleva nemmeno che la sua eredità finisse acquistata da un solo compratore, da cui la scelta dell'asta. Poco prima di morire, si impegnò nel restauro di tutto quanto ancora recuperabile, per riportare macchine e motori in condizioni funzionanti.
Il ricavo dell'asta è stato usato per creare una fondazione che finanziasse le innovazioni in campo automobilistico.